# Charles Henri Phélypeaux de Pontchartrain
Pour les autres membres de la famille, voir maison Phélypeaux.
Charles Henri Phélypeaux de Pontchartrain (né le 14 juin 1706 et mort le 24 juin 1734) fut évêque désigné de Blois en 1734.

## Biographie
Charles Henri est 5e enfant et 4e fils de Jérôme Phélypeaux de Pontchartrain et de sa première épouse Eléonore-Christine de La Rochefoucauld-Roye († 1708) et le frère cadet de Jean-Frédéric Phélypeaux de Maurepas. Il est reçu comme chevalier de Malte au grand prieuré de Paris dès le 12 août 1706. Abbé commendataire de l'abbaye de Royaumont en 1728, docteur en théologie de la Sorbonne en 1732, il est désigné par le roi comme évêque de Blois le 23 mai 1734 mais il meurt à l'âge de 28 ans dès le 24 juin suivant sans avoir reçu ses bulles pontificales ni bien entendu être consacré.